# Umfreville Lake
Umfreville Lake är en sjö i Kanada.   Den ligger i Kenora District och provinsen Ontario, i den sydöstra delen av landet, 1 500 km väster om huvudstaden Ottawa. Umfreville Lake ligger 341 meter över havet.
Trakten runt Umfreville Lake är nära nog obefolkad, med mindre än två invånare per kvadratkilometer.